# Geomarketing
Il geomarketing è un approccio di marketing che utilizza le informazioni riferite al territorio (dati georeferenziati) per analizzare, pianificare ed attuare le attività di marketing.
La conoscenza del territorio è finalizzata a rendere più efficaci ed efficienti le decisioni e le attività di comunicazione, vendita, distribuzione e servizio ai clienti.
Il geomarketing è una disciplina del marketing che consente di caricare dati numerici sul territorio, per estrarli successivamente in modo selettivo allo scopo di svolgere delle analisi. Tipicamente il territorio viene suddiviso in base alla minima dimensione informativa disponibile che è, in Italia, la seguente:
- Regione
- Provincia
- Comune
- CAP
- Sezione di censimento ISTAT
- Strada
- Numero civico

A seconda del livello informativo sono disponibili più o meno dati. Essi vengono caricati su di un database e sono visibili geograficamente sul sistema GIS. In caso di interrogazione su di una determinata area (determinata con criteri diversi o manualmente) è possibile estrarre i dati in maniera rapida ed avere dei resoconti dei valori estratti.
Erroneamente è confuso con il marketing territoriale.

## Gli elementi essenziali
- Dati interni all'azienda (gestionali, anagrafiche) ed esterni (banche dati, rilevazioni sul campo, ricerche)
- Software geografici (Sistema informativo territoriale - GIS) e statistici per rappresentare i dati ed elaborare modelli interpretativi
- Mappe e cartografie per visualizzare i fenomeni analizzati

## Le applicazioni aziendali
Le tecniche di Geomarketing possono essere utilizzate da tutte le aziende, senza distinzione di settore e dimensioni, per
- analizzare la domanda e la concorrenza;
- localizzare i clienti;
- pianificare campagne di volantinaggio e local marketing;
- decidere dove aprire nuovi punti vendita;
- aumentare il traffico di un punto vendita;
- definire le politiche di trade marketing;
- sviluppare o razionalizzare il canale distributivo;
- ottimizzare la rete di agenti / venditori;
- analizzare il comportamento del consumatore sul territorio;
- valutare le performance degli agenti / venditori.

## Bacino di utenza: metodo delle isocrone, isometriche ed isoparametriche
In un'analisi geografica, soprattutto quando vengono sommati ai dati territoriali diffusi (regioni, provincie, comuni, ecc.) anche dei dati puntuali (indirizzi di punti vendita, indirizzo di clienti, strutture, ecc.), è importante definire il bacino di utenza o l'area di attrazione di ciascun punto rispetto all'area di competenza. Solitamente esistono due criteri di base per calcolare la distanza da un punto dato. Distanza che serve per poter poi "estrarre" dai dati diffusi le informazioni che servono. I metodi classici sono: isocrona (stesso tempo di percorrenza) ed isometrica (stessa distanza percorsa). Alcuni ricercatori più evoluti adottano un criterio ulteriore, chiamato isoparametro, che viene sviluppato dal ricercatore stesso e non si basa sulla distanza o sul tempo di percorrenza. Questo parametro permette di trasformare i tempi o le distanze secondo un fattore di correzione esterno. Nella pratica professionale il ricercatore estrae la base dati delle strade e la modifica manualmente affinché si tenga conto di un diverso criterio di calcolo delle distanze o dei tempi di percorrenza. In questo modo il ricercatore potrà vedere un territorio in apparenza uguale a quello di un altro, ma in realtà, quando vengono calcolati tempi o distanze di percorrenza, sulle strade si è tenuto conto dei parametri modificatori che hanno operato in quelle specifiche zone. Laddove invece questo non sia possibile, il ricercatore può adottare un ulteriore criterio ovvero quello del bacino di utenza psicologico, ovvero rilevare sul campo la percezione della distanza da parte degli utenti e costruire un tracciato differente da quello oggettivo. Si tratterà quindi della definizione di distanze psicologiche e non reali. Il modello di bacino di utenza psicologico può essere utilizzato per il comportamento di consumo dei clienti di un punto vendita, per la determinazione del potere attrattivo di una certa zona o area o punto di attrazione.
Un ulteriore metodo di approccio all'analisi è quella che prevede la creazione di una isometrica attenuata o potenziata dai cosiddetti fattori di attrazione. In buona sostanza un punto vendita viene classificato con dei fattori correttivi che generano una minore o maggiore area di attrazione (tipicamente isometrica in quanto più oggettiva dell'isocrona). Nel pratico quindi un determinato punto di attrazione, laddove in condizioni standard avrebbe un suo specifico potere attrattivo, ad esempio 10 km, verrebbe riscritto e riqualificato in base alla specifica attrattività e quindi si otterrà un diverso parametro, ad esempio 8 o 12 km che tengano conto delle specifiche condizioni di attrattività del punto considerato.